# Яздегерд III
Яздегерд III е последният персийски цар (632 – 651) от династията на Сасанидите. Възкачва се непълнолетен начело на изтощеното от продължителни войни и анархия Персийско царство, което за по-малко от две десетилетия бива завладяно от арабите.
Още в първата година на царуването му започва настъпление на арабите на север и изток през 633 и 634 г. В следващите две години византийците губят Сирия и Палестина, след което арабите се насочват към Персия. След поражението на персите в битката при Кадисия (636/7 г.) и смъртта на пълководеца Рустем, Яздегерд III напуска столицата Ктезифон и пътят на нашествениците към вътрешността на Сасанидската империя е открит. В продължение на няколко години арабската армия овладява Хузестан и западен Иран. След поредица от поражения Яздегерд III остава без почти никаква армия и е принуден да се изтегли на изток заедно със свитата и остатъка от двора си. В 642 г. под арабска власт пада Атропатена, в 643 г. – Хамадан (или Екбатана), в 644 г. – Исфахан, а след това и Персия (Парса).
През 651 г. Яздегерд III е убит в Мерв, областта Маргиана, в дн. Туркменистан, вследствие на предателство. Това слага край на Сасанидската династия в Персия.